# Літній час у світі
Цей список відображає використання літнього часу за країнами. Використання чи невикористання літнього часу на залежних територіях (окрім спірних територій Антарктики) вказано за країнами-метрополіями.
| Країна                           | Літній час | Дати введення                                           | Території                                                                                           |
| -------------------------------- | ---------- | ------------------------------------------------------- | --------------------------------------------------------------------------------------------------- |
| Австралія                        | так ні     | 1-а Нд. ЖОВ — 1-а Нд. КВІ -                             | VIC, NSW, TAS, SA, ACT QLD, WA, NT, зовнішні території                                              |
| Австрія                          | так        | ост. Нд. БЕР — ост. Нд. ЖОВ                             | вся територія                                                                                       |
| Азербайджан                      | ні         | —                                                       | вся територія                                                                                       |
| Албанія                          | так        | ост. Нд. БЕР — ост. Нд. ЖОВ                             | вся територія                                                                                       |
| Алжир                            | ні         | —                                                       | вся територія                                                                                       |
| Ангола                           | ні         | —                                                       | вся територія                                                                                       |
| Андорра                          | так        | ост. Нд. БЕР — ост. Нд. ЖОВ                             | вся територія                                                                                       |
| Антигуа і Барбуда                | ні         | —                                                       | вся територія                                                                                       |
| Аргентина                        | ні         | —                                                       | вся територія                                                                                       |
| Афганістан                       | ні         | —                                                       | вся територія                                                                                       |
| Багамські Острови                | так        | 2-а Нд. БЕР — 1-а Нд. ЛИС                               | вся територія                                                                                       |
| Бангладеш                        | ні         | —                                                       | вся територія                                                                                       |
| Барбадос                         | ні         | —                                                       | вся територія                                                                                       |
| Бахрейн                          | ні         | —                                                       | вся територія                                                                                       |
| Бельгія                          | так        | ост. Нд. БЕР — ост. Нд. ЖОВ                             | вся територія                                                                                       |
| Беліз                            | ні         | —                                                       | вся територія                                                                                       |
| Бенін                            | ні         | —                                                       | вся територія                                                                                       |
| Білорусь                         | ні         | —                                                       | вся територія                                                                                       |
| Болгарія                         | так        | ост. Нд. БЕР — ост. Нд. ЖОВ                             | вся територія                                                                                       |
| Болівія                          | ні         | —                                                       | вся територія                                                                                       |
| Боснія і Герцеговина             | так        | ост. Нд. БЕР — ост. Нд. ЖОВ                             | вся територія                                                                                       |
| Ботсвана                         | ні         | —                                                       | вся територія                                                                                       |
| Бразилія                         | ні         | —                                                       | вся територія                                                                                       |
| Бруней                           | ні         | —                                                       | вся територія                                                                                       |
| Буркіна-Фасо                     | ні         | —                                                       | вся територія                                                                                       |
| Бурунді                          | ні         | —                                                       | вся територія                                                                                       |
| Бутан                            | ні         | —                                                       | вся територія                                                                                       |
| Вануату                          | ні         | —                                                       | вся територія                                                                                       |
| Велика Британія                  | так ні     | ост. Нд. БЕР — ост. Нд. ЖОВ 2-а Нд. БЕР — 1-а Нд. ЛИС - | території в Європі Бермуда, Теркс і Кайкос інші території                                           |
| Венесуела                        | ні         | —                                                       | вся територія                                                                                       |
| В'єтнам                          | ні         | —                                                       | вся територія                                                                                       |
| Вірменія                         | ні         | —                                                       | вся територія                                                                                       |
| Габон                            | ні         | —                                                       | вся територія                                                                                       |
| Гаяна                            | ні         | —                                                       | вся територія                                                                                       |
| Гамбія                           | ні         | —                                                       | вся територія                                                                                       |
| Гана                             | ні         | —                                                       | вся територія                                                                                       |
| Гаїті                            | так        | 2-а Нд. БЕР — 1-а Нд. ЛИС                               | вся територія                                                                                       |
| Гватемала                        | ні         | —                                                       | вся територія                                                                                       |
| Гвінея                           | ні         | —                                                       | вся територія                                                                                       |
| Гвінея-Бісау                     | ні         | —                                                       | вся територія                                                                                       |
| Гондурас                         | ні         | —                                                       | вся територія                                                                                       |
| Гренада                          | ні         | —                                                       | вся територія                                                                                       |
| Греція                           | так        | ост. Нд. БЕР — ост. Нд. ЖОВ                             | вся територія                                                                                       |
| Грузія                           | ні         | —                                                       | вся територія                                                                                       |
| Данія                            | так ні     | ост. Нд. БЕР — ост. Нд. ЖОВ 2-а Нд. БЕР — 1-а Нд. ЛИС - | власне Данія, Фарери, більша частина Ґренландії авіабаза Туле/Пітуфік північний схід Ґренландії     |
| ДР Конго                         | ні         | —                                                       | вся територія                                                                                       |
| Джибуті                          | ні         | —                                                       | вся територія                                                                                       |
| Домініка                         | ні         | —                                                       | вся територія                                                                                       |
| Домініканська Республіка         | ні         | —                                                       | вся територія                                                                                       |
| Еквадор                          | ні         | —                                                       | вся територія                                                                                       |
| Екваторіальна Гвінея             | ні         | —                                                       | вся територія                                                                                       |
| Еритрея                          | ні         | —                                                       | вся територія                                                                                       |
| Естонія                          | так        | ост. Нд. БЕР — ост. Нд. ЖОВ                             | вся територія                                                                                       |
| Ефіопія                          | ні         | —                                                       | вся територія                                                                                       |
| Єгипет                           | так        | ост. Пт. КВІ — ост. Пт. ЖОВ                             | вся територія                                                                                       |
| Ємен                             | ні         | —                                                       | вся територія                                                                                       |
| Замбія                           | ні         | —                                                       | вся територія                                                                                       |
| Зімбабве                         | ні         | —                                                       | вся територія                                                                                       |
| Ізраїль                          | так        | ост. Пт. БЕР — Ост. Нд. ЖОВ                             | вся територія                                                                                       |
| Індія                            | ні         | —                                                       | вся територія                                                                                       |
| Індонезія                        | ні         | —                                                       | вся територія                                                                                       |
| Ірак                             | ні         | —                                                       | вся територія                                                                                       |
| Іран                             | ні         | —                                                       | вся територія                                                                                       |
| Ірландія                         | так        | ост. Нд. БЕР — ост. Нд. ЖОВ                             | вся територія                                                                                       |
| Ісландія                         | ні         | —                                                       | вся територія                                                                                       |
| Іспанія                          | так        | ост. Нд. БЕР — ост. Нд. ЖОВ                             | вся територія                                                                                       |
| Італія                           | так        | ост. Нд. БЕР — ост. Нд. ЖОВ                             | вся територія                                                                                       |
| Йорданія                         | ні         | —                                                       | вся територія                                                                                       |
| Кабо-Верде                       | ні         | —                                                       | вся територія                                                                                       |
| Казахстан                        | ні         | —                                                       | вся територія                                                                                       |
| Камбоджа                         | ні         | —                                                       | вся територія                                                                                       |
| Камерун                          | ні         | —                                                       | вся територія                                                                                       |
| Канада                           | так ні     | 2а Нд. БЕР — 1а Нд. ЛИС -                               | більша частина SK, YT, частково ON, QC, BC, NU                                                      |
| Катар                            | ні         | —                                                       | вся територія                                                                                       |
| Кенія                            | ні         | —                                                       | вся територія                                                                                       |
| Киргизстан                       | ні         | —                                                       | вся територія                                                                                       |
| КНР                              | ні         | —                                                       | вся територія                                                                                       |
| Кіпр                             | так        | ост. Нд. БЕР — ост. Нд. ЖОВ                             | вся територія                                                                                       |
| Кірибаті                         | ні         | —                                                       | вся територія                                                                                       |
| Колумбія                         | ні         | —                                                       | вся територія                                                                                       |
| Коморські Острови                | ні         | —                                                       | вся територія                                                                                       |
| Республіка Конго                 | ні         | —                                                       | вся територія                                                                                       |
| Північна Корея                   | ні         | —                                                       | вся територія                                                                                       |
| Коста-Рика                       | ні         | —                                                       | вся територія                                                                                       |
| Кот-д'Івуар                      | ні         | —                                                       | вся територія                                                                                       |
| Куба                             | так        | 2-а Нд. БЕР — ост. Нд. ЖОВ                              | вся територія                                                                                       |
| Кувейт                           | ні         | —                                                       | вся територія                                                                                       |
| Лаос                             | ні         | —                                                       | вся територія                                                                                       |
| Латвія                           | так        | ост. Нд. БЕР — ост. Нд. ЖОВ                             | вся територія                                                                                       |
| Лесото                           | ні         | —                                                       | вся територія                                                                                       |
| Литва                            | так        | ост. Нд. БЕР — ост. Нд. ЖОВ                             | вся територія                                                                                       |
| Ліберія                          | ні         | —                                                       | вся територія                                                                                       |
| Ліван                            | так        | ост. Нд. БЕР — ост. Нд. ЖОВ                             | вся територія                                                                                       |
| Лівія                            | ні         | -                                                       | вся територія                                                                                       |
| Ліхтенштейн                      | так        | ост. Нд. БЕР — ост. Нд. ЖОВ                             | вся територія                                                                                       |
| Люксембург                       | так        | ост. Нд. БЕР — ост. Нд. ЖОВ                             | вся територія                                                                                       |
| Маврикій                         | ні         | —                                                       | вся територія                                                                                       |
| Мавританія                       | ні         | —                                                       | вся територія                                                                                       |
| Мадагаскар                       | ні         | —                                                       | вся територія                                                                                       |
| Північна Македонія               | так        | ост. Нд. БЕР — ост. Нд. ЖОВ                             | вся територія                                                                                       |
| Малаві                           | ні         | —                                                       | вся територія                                                                                       |
| Малайзія                         | ні         | —                                                       | вся територія                                                                                       |
| Малі                             | ні         | —                                                       | вся територія                                                                                       |
| Мальдіви                         | ні         | —                                                       | вся територія                                                                                       |
| Мальта                           | так        | ост. Нд. БЕР — ост. Нд. ЖОВ                             | вся територія                                                                                       |
| Марокко                          | ні         | ост. Нд. ШАА — 1-а Нд. ШАВ                              | вся територія                                                                                       |
| Мексика                          | ні так     | - 2а Нд. БЕР — 1а Нд. ЛИС                               | більша частина штат Баха Каліфорнія, північні муніципалітети штатів Коауїла, Нуево-Леон, Тамауліпас |
| Маршаллові Острови               | ні         | —                                                       | вся територія                                                                                       |
| Мозамбік                         | ні         | —                                                       | вся територія                                                                                       |
| Молдова                          | так        | ост. Нд. БЕР — ост. Нд. ЖОВ                             | вся територія                                                                                       |
| Монако                           | так        | ост. Нд. БЕР — ост. Нд. ЖОВ                             | вся територія                                                                                       |
| Монголія                         | ні         | —                                                       | вся територія                                                                                       |
| М'янма                           | ні         | —                                                       | вся територія                                                                                       |
| Намібія                          | ні         | —                                                       | вся територія                                                                                       |
| Науру                            | ні         | —                                                       | вся територія                                                                                       |
| Непал                            | ні         | —                                                       | вся територія                                                                                       |
| Нігер                            | ні         | —                                                       | вся територія                                                                                       |
| Нігерія                          | ні         | —                                                       | вся територія                                                                                       |
| Нідерланди                       | так ні     | ост. Нд. БЕР — ост. Нд. ЖОВ -                           | європейські території заморські території                                                           |
| Нікарагуа                        | ні         | —                                                       | вся територія                                                                                       |
| Німеччина                        | так        | ост. Нд. БЕР — ост. Нд. ЖОВ                             | вся територія                                                                                       |
| Нова Зеландія                    | так ні     | ост. Нд. ВЕР — 1-а Нд. КВІ -                            | основна територія Острови Кука, Ніуе, Токелау                                                       |
| Норвегія                         | так        | ост. Нд. БЕР — ост. Нд. ЖОВ                             | вся територія                                                                                       |
| ОАЕ                              | ні         | —                                                       | вся територія                                                                                       |
| Оман                             | ні         | —                                                       | вся територія                                                                                       |
| Пакистан                         | ні         | —                                                       | вся територія                                                                                       |
| Палестина                        | так        | Ост. Пт. БЕР — Ост. Сб. ЖОВ                             | вся територія                                                                                       |
| Палау                            | ні         | —                                                       | вся територія                                                                                       |
| Панама                           | ні         | —                                                       | вся територія                                                                                       |
| Папуа Нова Гвінея                | ні         | —                                                       | вся територія                                                                                       |
| ПАР                              | ні         | —                                                       | вся територія                                                                                       |
| Парагвай                         | так        | 1-а Нд. ЖОВ — 4-а Нд. БЕР                               | вся територія                                                                                       |
| Перу                             | ні         | —                                                       | вся територія                                                                                       |
| Південна Корея                   | ні         | —                                                       | вся територія                                                                                       |
| Південний Судан                  | ні         | —                                                       | вся територія                                                                                       |
| Польща                           | так        | ост. Нд. БЕР — ост. Нд. ЖОВ                             | вся територія                                                                                       |
| Португалія                       | так        | ост. Нд. БЕР — ост. Нд. ЖОВ                             | вся територія                                                                                       |
| Росія                            | ні         | —                                                       | вся територія                                                                                       |
| Руанда                           | ні         | —                                                       | вся територія                                                                                       |
| Румунія                          | так        | ост. Нд. БЕР — ост. Нд. ЖОВ                             | вся територія                                                                                       |
| Сальвадор                        | ні         | —                                                       | вся територія                                                                                       |
| Самоа                            | ні         | —                                                       | вся територія                                                                                       |
| Сан-Марино                       | так        | ост. Нд. БЕР — ост. Нд. ЖОВ                             | вся територія                                                                                       |
| Сан-Томе і Принсіпі              | ні         | —                                                       | вся територія                                                                                       |
| Саудівська Аравія                | ні         | —                                                       | вся територія                                                                                       |
| Есватіні                         | ні         | —                                                       | вся територія                                                                                       |
| Сейшельські Острови              | ні         | —                                                       | вся територія                                                                                       |
| Сенегал                          | ні         | —                                                       | вся територія                                                                                       |
| Сент-Вінсент і Гренадини         | ні         | —                                                       | вся територія                                                                                       |
| Сент-Кіттс і Невіс               | ні         | —                                                       | вся територія                                                                                       |
| Сент-Люсія                       | ні         | —                                                       | вся територія                                                                                       |
| Сербія                           | так        | ост. Нд. БЕР — ост. Нд. ЖОВ                             | вся територія                                                                                       |
| Сінгапур                         | ні         | —                                                       | вся територія                                                                                       |
| Сирія                            | ні         | —                                                       | вся територія                                                                                       |
| Словаччина                       | так        | ост. Нд. БЕР — ост. Нд. ЖОВ                             | вся територія                                                                                       |
| Словенія                         | так        | ост. Нд. БЕР — ост. Нд. ЖОВ                             | вся територія                                                                                       |
| Соломонові Острови               | ні         | —                                                       | вся територія                                                                                       |
| Сомалі                           | ні         | —                                                       | вся територія                                                                                       |
| США                              | так ні     | 2-а Нд. БЕР — 1-а Нд. ЛИС -                             | 48 штатів, частина Аризони Аризона, Гаваї, зовнішні території                                       |
| Судан                            | ні         | —                                                       | вся територія                                                                                       |
| Суринам                          | ні         | —                                                       | вся територія                                                                                       |
| Східний Тимор                    | ні         | —                                                       | вся територія                                                                                       |
| Сьєрра-Леоне                     | ні         | —                                                       | вся територія                                                                                       |
| Таджикистан                      | ні         | —                                                       | вся територія                                                                                       |
| Таїланд                          | ні         | —                                                       | вся територія                                                                                       |
| Танзанія                         | ні         | —                                                       | вся територія                                                                                       |
| Того                             | ні         | —                                                       | вся територія                                                                                       |
| Тонга                            | ні         | —                                                       | вся територія                                                                                       |
| Тринідад і Тобаго                | ні         | —                                                       | вся територія                                                                                       |
| Тувалу                           | ні         | —                                                       | вся територія                                                                                       |
| Туніс                            | ні         | —                                                       | вся територія                                                                                       |
| Туреччина                        | ні         | —                                                       | вся територія                                                                                       |
| Туркменістан                     | ні         | —                                                       | вся територія                                                                                       |
| Уганда                           | ні         | —                                                       | вся територія                                                                                       |
| Угорщина                         | так        | ост. Нд. БЕР — ост. Нд. ЖОВ                             | вся територія                                                                                       |
| Узбекистан                       | ні         | —                                                       | вся територія                                                                                       |
| Україна                          | так        | ост. Нд. БЕР — ост. Нд. ЖОВ                             | вся територія                                                                                       |
| Уругвай                          | ні         | -                                                       | вся територія                                                                                       |
| Федеративні Штати Мікронезії     | ні         | —                                                       | вся територія                                                                                       |
| Фіджі                            | ні         | —                                                       | вся територія                                                                                       |
| Філіппіни                        | ні         | —                                                       | вся територія                                                                                       |
| Фінляндія                        | так        | ост. Нд. БЕР — ост. Нд. ЖОВ                             | вся територія                                                                                       |
| Франція                          | так ні     | ост. Нд. БЕР — ост. Нд. ЖОВ 2-а Нд. БЕР — 1-а Нд. ЛИС - | континентальна Франція Сен-П'єр і Мікелон інші території                                            |
| Хорватія                         | так        | ост. Нд. БЕР — ост. Нд. ЖОВ                             | вся територія                                                                                       |
| Центральноафриканська Республіка | ні         | —                                                       | вся територія                                                                                       |
| Чад                              | ні         | —                                                       | вся територія                                                                                       |
| Чехія                            | так        | ост. Нд. БЕР — ост. Нд. ЖОВ                             | вся територія                                                                                       |
| Чилі                             | так ні     | 1-а Нд. ВЕР — 1-а Нд. КВІ -                             | більша частина, включно з островом Пасхи регіон Маґальянес і Чилійська Антарктика                   |
| Чорногорія                       | так        | ост. Нд. БЕР — ост. Нд. ЖОВ                             | вся територія                                                                                       |
| Швейцарія                        | так        | ост. Нд. БЕР — ост. Нд. ЖОВ                             | вся територія                                                                                       |
| Швеція                           | так        | ост. Нд. БЕР — ост. Нд. ЖОВ                             | вся територія                                                                                       |
| Шрі-Ланка                        | ні         | —                                                       | вся територія                                                                                       |
| Ямайка                           | ні         | —                                                       | вся територія                                                                                       |
| Японія                           | ні         | —                                                       | вся територія                                                                                       |